# Вірмаярві
Вірмаярві (фін. Virmajärvi, рос. Вирмаярви) - невелике озеро (довжиною близько 1 км), через яке проходить державний кордон між Фінляндією (муніципалітет Іломантсі, Північна Карелія) та Росією (Суоярвський район, Республіка Карелія). Є найсхіднішою точкою Фінляндії та найсхіднішою континентальною точою Європейського Союзу. 
Через те, що озеро знаходиться в прикордонній території, доступ до нього для туристів з російської сторони досить ускладнений. З боку Фінляндії перепустку отримати значно простіше — цю територію відвідують досить багато туристичних груп. На фінській стороні в місці під'їзду туристичних груп встановлений пам'ятний дерев'яний знак.